# Stavanger
Stavanger (ouça a pronúncia) é uma cidade e município da Noruega. É a terceira maior cidade e área metropolitana do país, além de ser o centro administrativo do condado de Rogaland. É a cidade mais quente da Noruega.

## Cidade de Stavanger
Localizada na Península de Stavanger, no sudoeste da Noruega, a cidade foi fundada oficialmente em 1125, ano em que a construção da Catedral de Stavanger terminou.
O centro de Stavanger tem muitas casas de madeira dos século XVIII e XIX, que estão protegidas e consideradas parte da herança cultural da cidade.

Tal fez com que o centro e o interior da cidade mantenham um carácter de cidade pequena, com uma proporção invulgarmente elevada de moradias isoladas, contribuindo significativamente para o crescimento da população nas zonas circundantes da Grande Stavanger.

Actualmente Stavanger é considerada o centro da indústria do petróleo na Noruega, é uma das capitais da energia da Europa e é chamada muitas vezes de "capital do petróleo". O Forus Business Park, localizado na fronteira municipal de Stavanger, Sandnes e Sola, é um dos maiores parques de negócios com cerca de 2,500 empresas e aproximadamente 40,000 empregos. A maior empresa da Escandinávia, a Statoil, tem sede em Forus, e em adição, várias outras companhias ligadas ao petróleo e ao gás têm os seus escritórios noruegueses na cidade. Como resultado, a cidade é considerada muito internacional, com uma taxa de imigrantes de 20.2%. Várias empresas estatais também têm os seus escritórios em Stavanger. Stavanger também é a casa de várias instituições de ensino superior, sendo a Universidade de Stavanger (UiS) a maior delas. A cidade também tem o Hospital Universitário de Stavanger (SUS), Museu Norueguês do Petróleo, Instituto Internacional de Investigação, Teatro de Rogaland, o Instituto Culinário e o campo militar KNM Harald.
Instalações militares domésticas e internacionais estão localizadas em Stavanger, entre elas o Joint Warfare Center, pertencente à NATO. Outros estabelecimentos internacionais e agências locais, especialmente de empresas estrangeiras de petróleo e gás no exterior, contribuíram ainda mais para uma população estrangeira significativa na cidade. Os imigrantes representam cerca de 11.3% da população de Stavanger. Stavanger, desde o início de 2000, tem uma taxa de desemprego mais baixa que a média europeia e norueguesa. Em 2011, a taxa de desemprego era inferior a 2%. A cidade é frequentemente listada como uma das mais caras do mundo, e Stavanger tem sido descrita como a mais cara do mundo em certos padrões.
Em cada dois anos, Stavanger organiza o Offshore Northern Seas (ONS), a segunda maior conferencia e exposição do sector da energia. O Festival de Comida Gladmat acontece todos os anos e é considerado um dos mais importantes da Escandinávia. A cidade também é conhecida por ser um dos principais aglomerados de culinária do país. Stavanger foi Capital Europeia da Cultura em 2008.

## Origem do Nome
A origem do termo Stavanger tem sido discutida durante séculos. Uma interpretação dominante é de que provém do nórdico antigo Stafangr, resultante das palavras staf (parte) e angr (baía, enseada, fiorde), sendo assim inicialmente o nome da pequena baía no centro da cidade, atualmente chamada Vågen.

## Transportes
A cidade é atravessada pela estrada europeia E39 (Trondheim, Noruega-Ålborg, Dinamarca). 
A linha férrea Sørlandsbanen (literalmente Linha do Sul) vai de Stavanger até Kristiansand e termina em Oslo.
Dispõe de  diversas ligações marítimas tanto a ilhas na proximidade como à terra firme.
O seu porto tem intensa movimentação com ligações à Europa continental, ao Reino Unido e aos Estados Unidos. Linhas de ferry-boats transportando automóveis e camiões ligam a cidade a Newcastle (Inglaterra) e Hirtshals (Dinamarca). 

Stavanger é servida pelo Aeroporto de Stavanger, Sola, a 15 km a sudoeste da cidade, oferecendo rotas para as cidades dos maiores países europeus, assim como um número limitado de voos charter intercontinentais. O aeroporto foi nomeado o mais pontual da Europa pelo flightstats.com em 2010.

## Relações Internacionais
Cidades-irmãs[https://www.stavanger.kommune.no/om-stavanger-kommune/fakta-om-stavanger/]:
- Escócia , Aberdeen
- Azerbaijão , Baku
- Madagáscar , Antsirabe
- Dinamarca , Esbjerg
- Suécia , Eskilstuna
- Nicarágua , Estelí
- Islândia , Neskaupstaður
- Estados Unidos , Galveston
- Estados Unidos , Houston
- Finlândia , Jyväskylä
- Jordânia, Nablus
- Israel , Netanya